# Warrior of the Lost World
Warrior of the Lost World, ook bekend onder de titel Mad Rider en oorspronkelijk in Italië uitgebracht als Il Giustiziere della terra perduta, is een Italiaanse sciencefictionfilm uit 1985, geschreven en geregisseerd door David Worth. De hoofdrollen werden vertolkt door Robert Ginty, Persis Khambatta en Donald Pleasence.

## Verhaal
De film begint met een Star Wars-achtige tekstrol die de kijker vertelt over gebeurtenissen van voor de film:
"De nucleaire oorlog is uitgevochten. De aarde ligt in puin. Alle overheden zijn gevallen. Een kwaadaardige despoot genaamd Professor heeft de macht gegrepen met behulp van een organisatie genaamd de Omega. In de puinhopen overleeft een kleine groep genaamd de Buitenstaanders. Ze voeren een strijd tegen de kwaadaardige professor en zijn Omega’s. In dit conflict bevindt zich 1 man, op zijn supersonische motorfiets. Hij is voorbestemd om de krijger van de verloren wereld te worden.
De motorrijder, wiens naam in de hele film onbekend blijft, arriveert in het land op zijn technisch zeer geavanceerde motorfiets. Hij wordt gevonden door de Elders, leden van de enige verzetsgroep tegen de Omega. De motorrijder helpt de outsiders door McWayne, de vader van Nastasia en professor en leider van de Outsiders, te redden van Professor.
De motorrijder wordt al snel geaccepteerd door verschillende groepen door een ritueel gevecht te winnen waarbij bepaald wordt wie van alle groepen de sterkste is.
In de climax van de film leidt de motorrijder de Buitenstaanders in een laatste aanval tegen Professors regime. Hij vernietigt eigenhandig het megawapen van Professor, ten koste van zijn motorfiets. Vervolgens dringt hij het hoofdkwartier binnen, waar hij wordt geconfronteerd door de dictator en een gehersenspoelde Nastasia. Wanneer Nastasia de opdracht krijgt haar vader neer te schieten, kan ze losbreken uit haar trance en schiet Professor neer.
De Buitenstaanders vieren hun overwinning terwijl de motorrijder verder reist. In de laatste minuut blijkt echter dat de echte Professor nog leeft, en Nastasia slechts een kloon heeft doodgeschoten.

## Rolverdeling
| Acteur              | Personage | Opmerkingen         |
| ------------------- | --------- | ------------------- |
| Robert Ginty        | The Rider |                     |
| Persis Khambatta    | Nastasia  |                     |
| Donald Pleasence    | Prossor   |                     |
| Fred Williamson     | Henchman  |                     |
| Harrison Muller Sr. | McWayne   | als Harrison Muller |
| Philip Dallas       | Elder     |                     |
| Laura Nucci         | Elder     |                     |
| Vinicio Ricchi      | Elder     | als Vinicio Recchi  |

## Achtergrond
De film werd bespot in de cultserie Mystery Science Theater 3000. Een vaste grap hierin was dat Joel Robinson, Crow T. Robot, en Tom Servo de Rider zo’n ongeloofwaardig personage vonden, dat ze in het laatste gevecht juist het Megawapen aanmoedigden. In een van de tussenstukjes belden ze hem zelfs op.
De film vertoont grote gelijkenissen met Mad Max 2.